# Асий Самоски
Асий Самоски (на старогръцки: Ἄσιος), син на Амфиптолем, е древногръцки поет. Произлиза от Самос 
Той живее през 700 пр.н.е., според Хезиод обаче вероятно през 6 век пр.н.е. Асий пише епоси  и елегии.